# Nightingale (jeu vidéo)
Pour les articles homonymes, voir Nightingale.
Nightingale est un futur jeu vidéo de survie d'Inflexion Games. Il est sorti en accès anticipé le 20 février 2024 sur Microsoft Windows. Les joueurs tentent de survivre dans un monde fantastique steampunk se déroulant à l'époque victorienne. Il comprend des éléments de jeu de rôle légers, tels que des quêtes.

## Système de jeu
Après que la Terre ait subi un désastre, les voyageurs interdimensionnels s'échappent vers d'autres royaumes, dont chacun est généré de manière procédurale. Les joueurs contrôlent l'un de ces voyageurs alors qu'ils tentent de survivre à Nightingale, un royaume féerique. Nightingale se déroule dans un décor steampunk de l'époque victorienne. Étant dans un jeu de survie, les joueurs doivent trouver de la nourriture, se reposer pour récupérer leur endurance et rassembler des ressources pour fabriquer des outils. Les joueurs peuvent facilement créer des objets simples, comme un sac de couchage. Les couvertures ne nécessitent pas d'abri, bien qu'un abri aide à récupérer plus d'endurance. Une fois fabriqués, les parapluies permettent aux joueurs de glisser comme Mary Poppins. Certaines créatures ne sont pas hostiles et ne se défendront que lorsqu'elles seront attaquées. Au combat, les joueurs peuvent attaquer avec des armes de mêlée ou des armes à feu. Les joueurs peuvent participer à des explorations de donjons et à des combats de type raid.
Des personnages non-joueurs peuvent être recrutés pour aider pendant les combats et collecter des ressources. Des personnages littéraires, dont Victor Frankenstein et M. Hyde, peuvent être rencontrés et donner des quêtes. Une fois que les joueurs disposent de suffisamment de ressources, ils peuvent voyager entre les royaumes hébergés sur des serveurs dédiés. Les royaumes peuvent être basés sur différents biomes, tels que les déserts, les forêts et les marécages, sélectionnables par les joueurs à l'aide de cartes pour personnaliser le monde et les ressources qui peuvent être trouvées. Il peut être joué en solo ou jusqu'à six personnes peuvent jouer en coopération. Le jeu prend en charge la vue à la première et à la troisième personne.

## Développement
Les développeurs, Inflexion Games, est un studio canadien indépendant fondé par un ancien dirigeant de BioWare. Nightingale était initialement prévu pour être un MMORPG, mais celui-ci a été abandonné au profit d'un jeu de survie. Contrairement aux jeux de rôle, Inflexion a déclaré avoir l'intention de fournir une prémisse et une histoire intéressantes plutôt qu'un récit fort, qui, selon eux, permettra aux joueurs de créer leurs propres histoires. Nightingale est sorti en accès anticipé le 20 février 2024. Il sera disponible uniquement pour les systèmes Microsoft Windows. La période d’accès anticipé devrait durer environ un an.

## Accueil

### Avant l'accès anticipé
Rock Paper Shotgun a comparé son cadre non conventionnel à The Elder Scrolls III: Morrowind et a déclaré qu'ils aimaient se perdre dans le monde et explorer. Cependant, le monde intéressant rendait banals les éléments de survie traditionnels. Ils ont suggéré que le développement de l'accès anticipé vise à rendre le gameplay de survie aussi intéressant que le monde et à améliorer l'interface utilisateur. PC Gamer a déclaré qu'il était impatient de revenir sur Nightingale après son lancement pour en savoir plus sur l'histoire et explorer le monde. Bien qu'ils aient déclaré que des bugs allaient probablement poser des problèmes lors de l'accès anticipé, ils ont déclaré que rien de particulier ne les dérangeait pendant leur temps passé sur le jeu. Bien qu'ils aient trouvé le début du jeu moins intéressant, Eurogamer a déclaré que la construction du monde le rendait prometteur. GameSpot a déclaré qu'il contenait "les éléments habituels du genre de survie", mais a estimé que la force de Nightingale résidait dans son potentiel d'exploration, qu'ils espéraient voir mis en valeur lors du développement de l'accès anticipé.